# Theodore Roethke
Theodore Huebner Roethke (ur. 25 maja 1908 w Saginaw, zm. 1 sierpnia 1963 w Bainbridge Island) – amerykański poeta.
Opublikował kilka tomów poezji, w tym książki The Lost Son (1948) i Praise to the End! (1951). W 1954 otrzymał nagrodę Pulitzera w dziedzinie poezji za książkę The Waking (Budzenie się).
Roethke skłaniał się w stronę tradycyjnych form wiersza. W jego dorobku można odnaleźć między innymi villanellę (The Right Thing, The Waking). Posługiwał się też aliteracją (Root Cellar, The Storm).